# Петропавлівське кладовище (Суми)
Центральне міське (Петропавлівське) кладовище  — центральний некрополь міста Суми, заснований приблизно у 1830 році. Розташований у південно-західній частині міста. Центральною спорудою є Петропавлівський храм.

## Історія
Наприкінці ХІХ ст. на цвинтарі ховали переважно іноземців. У XX ст. був поділений на 4 частини: Православний некрополь, Німецький (або католицький), Караїмський (не зберігся), Юдейський. Католицький цвинтар після Другої світової війни був відданий під інші поховання. На юдейській частині цвинтаря збереглися поховання кінця ХІХ ст. кілька склепів.

## Поховання
- На католицькому цвинтарі збереглися елементи надгробків відомої родини Шольців Густава і Карла (автори Свято-Троїцького собору).

- Біля церкви ділянка родини Харитоненків.

- Неподалік церкви — родинне поховання сім'ї Суханових.

- Аніщенко Олександр Григорович — начальник спецзагону «Альфа» Управління СБУ в Сумській області, Герой України.
- Бла́йвас Семен Мойсейович — сценограф, живописець, графік.

- Бей Віталій Миколайович — старший лейтенант Збройних Сил України, командир взводу управління, 27-ї реактивної артилерійської бригади.
- Коломацький Анатолій Васильович — науковець.

- Мінаков Микола Пилипович — літературознавець, філолог.
- Носенко Петро Григорович — журналіст, редактор 1930-х років.

- Слесаренко Павло Петрович — художник.

## Пам'ятки архітектури

Піраміда на Петропавлівському цвинтарі Сум

У південній частині цвинтаря збереглася незвична споруда  — піраміда заввишки 8 метрів, серед сумців ходять легенди про її походження, серед них: масонська лабораторія, нібито якийсь картяр на цьому місці застрелився і родичі звели піраміду. Також йдуть поголоски, що від піраміди йде підземний хід, який на початку 70-х засипали. Архітектор Володимир Биков вважає:
| Судячи по цеглі, це кінець 19 сторіччя. Саме тоді на цвинтарях почали з’являтися, так звані, каплички, сімейні усипальниці. І в той же час уже прийшла мода модерну. |
Статуї Аристида Круазі на могилах Харитоненків.
На могилі Суханових статуї архітектора Марка Антокольського.
Петропавлівська церква.
Раніше при притулку для жебраків була домова церква Іоана Предтечі.

## Могили бійців АТО

Алея загиблих в АТО

У 2014 році біля центрального входу почали ховати загиблих на війні в зоні АТО. Запланований великий меморіал.